# Alfred Gudeman

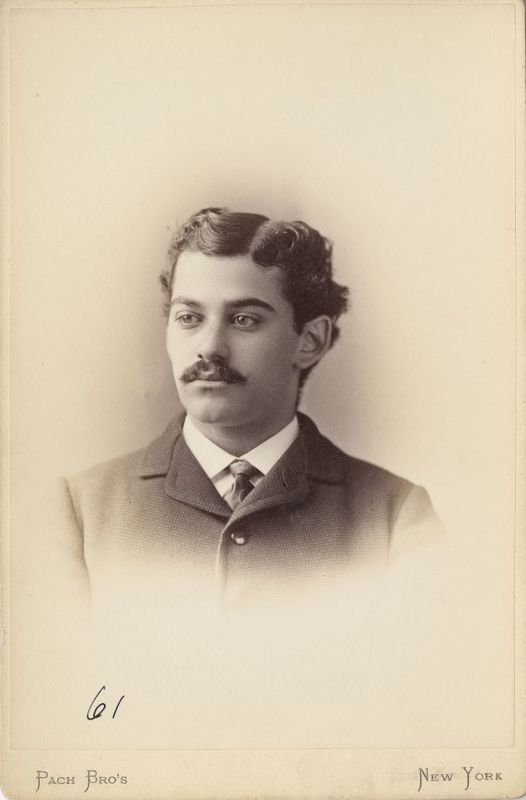
Alfred Gudeman als Student an der Columbia University (1883)

Alfred Gudeman (* 26. August 1862 in Atlanta; † 9. September 1942 in Theresienstadt) war ein US-amerikanisch-deutscher klassischer Philologe.

## Leben
Gudeman wurde als ältestes Kind von vier Kindern geboren. Spätestens 1865 war die Familie nach New York umgezogen. Als sein Vater nach Kuba ging und nicht mehr zurückkehrte, übernahm der Stiefvater Solomon Zickel die Sorge um die Familie. Zickel war aus Deutschland nach New York gekommen und war mit der Publikation deutscher Wochenzeitschriften so erfolgreich, dass er sich in der Nähe von Dresden ein Haus kaufen konnte, in dem er seinen Ruhestand verbrachte.
Gudeman studierte an der Columbia University Klassische Philologie und ging nach seinem Bachelorabschluss 1883 an die Berliner Universität, um seine Studien bei Hermann Diels zu vertiefen. Von 1890 bis 1893 war er Dozent an der Johns Hopkins University, von 1893 bis 1902 Professor an der University of Pennsylvania. 1902 wechselte er auf den Lehrstuhl der Cornell University. 1904 wurde er als einziger amerikanischer Wissenschaftler zum Thesaurus Linguae Latinae nach München berufen. Auch seine drei Schwestern siedelten nach Deutschland über. Gudeman heiratete eine Deutsche und kehrte nicht einmal für einen Besuch in die USA zurück. Im Jahr 1917 erhielt er die deutsche Staatsangehörigkeit.
Gudeman war Alter Herr des Philologischen Vereins Berlin und des Philologisch-Historischen Vereins München im Naumburger Kartellverband.
Auch nach der Machtergreifung der Nationalsozialisten blieb Gudeman im Deutschen Reich. Die Probleme der Hitler-Zeit zeigen sich in seiner Korrespondenz ab dem Frühjahr 1935. Sein Sohn Theodore Gudeman konnte 1937 in den Bundesstaat Indiana auswandern, Gudeman selbst jedoch nicht. Er wurde als Jude klassifiziert in das Lager Theresienstadt deportiert, wo er am 9. September 1942 im Alter von 80 Jahren starb.
Gudemans Forschungen konzentrierten sich auf die lateinische Literatur der Antike. Zu seinen wichtigsten Veröffentlichungen zählen ein Kommentar zur Poetik des Aristoteles (1934), dem eine vielbenutzte Bibliographie zu diesem Text vorausging (zusammen mit Lane Cooper, 1928), Latin Literature of the Empire (2 Bände, 1898–1899), History of Classical Philology (1902) und Imagines Philologorum (1911). Zahlreiche seiner Schriften wurden im Deutschen Reich veröffentlicht.

## Schriften (Auswahl)
- De Heroidum Ovidii codice Planudeo quae supersunt. Berlin 1888 (Dissertation; = Berliner Studien zur classischen Philologie und Archäologie 8,2)
- Syllabus on the History of Classical Philology. Boston 1892
  - überarbeitete Ausgabe unter dem Titel: Outlines of the History of Classical Philology. 2. Auflage, Boston 1894. 3. Auflage 1897
  - deutsche Ausgabe: Grundriß der Geschichte der Klassischen Philologie. Leipzig und Berlin 1907. 2., erweiterte Auflage 1909. Nachdruck Darmstadt 1967
- P. Cornelii Taciti Dialogus de oratoribus. Edited with prolegomena, critical apparatus, exegetical and critical notes, bibliography and indexes. Boston 1894
- Latin Literature of the Empire. 2 Bände, New York und London 1898–1899
- P. Cornelii Taciti Dialogus with Introduction and Notes. Boston 1898
- P. Cornelii Taciti Agricola with Introduction and Notes. Boston 1899
- P. Cornelii Taciti De vita et moribus Iulii Agricolae et De Germania. Boston 1900
- P. Cornelii Taciti De vita et moribus Cn. Iul. Agricolae liber. Erklärt von Alfred Gudeman. Berlin 1902
- The Sources of Plutarch’s Life of Cicero. Philadelphia 1902
- C. Sallusti Crispi Bellum Catilinae. With introduction, revised text, notes and vocabulary. New York 1904
- Imagines Philologorum. 160 Bildnisse aus der Zeit von der Renaissance bis zur Gegenwart. Leipzig und Berlin 1911
- P. Cornelii Taciti Dialogus de oratoribus. Prolegomena, Text und Adnotatio critica, exegetischer und kritischer Kommentar, Bibliographie und Index. 2., völlig umgearbeitete Auflage, Leipzig und Berlin 1914
- P. Cornelii Taciti De Germania. Erklärt von Alfred Gudeman. Berlin 1916
- Aristoteles: Über die Dichtkunst. Leipzig 1921
- Geschichte der lateinischen Literatur. 3 Bände, Berlin 1923–1924
  - Band 1 (1923): Von den Anfängen bis zum Ende der Republik
  - Band 2 (1923): Die Kaiserzeit bis Hadrian
  - Band 3 (1924): Von Hadrian bis zum Ende des 6. Jahrhunderts
- Geschichte der altchristlichen lateinischen Literatur vom 2.–6. Jahrhundert. Berlin 1925
- mit Lane Cooper: A Bibliography of the Poetics of Aristotle. New Haven und London 1928 (= Cornell Studies in English 11)
- Aristoteles περὶ ποιητικῆς. Mit Einleitung, Text und adnotatio critica, exegetischem Kommentar, kritischem Anhang und indices nominum, rerum, locorum. Berlin und Leipzig 1934